# Thomas Birch (historiker)
Thomas Birch, född den 23 november 1705 i Clerkenwell, död den 9 januari 1766 i London, var en engelsk biograf och historiker.
Birch, som till yrket var prästman, är bekant som sekreterare i Royal Society 1752–1765 och författare till en mängd arbeten, vilka många läsare uppfattar som torra och till och med långtråkiga, men i vilka mycket värdefullt historiskt och biografiskt material finns sammanfört. Bland dessa arbeten märks hans History of Royal Society of London (4 band, 1756–1757) och Life of Archbishop Tillotson (1753). 
Birch utgav även State Papers of John Thurloe (7 band, 1742) samt lämnade de flesta engelska biografierna till den på sin tid högt skattade encyklopedin General Dictionary, Historical and Critical (10 folioband, 1734–1741). Sitt bibliotek och sin rikhaltiga manuskriptsamling testamenterade han till British Museum. Därav utgavs 4 band historiska brev 1849 under titeln The Court and Times of James the first och The Court and Times of Charles the first.